# ویسواناتان کوماران
ویسواناتان کوماران (انگلیسی: Viswanathan Kumaran؛ زادهٔ ۱۷ ژوئن ۱۹۶۶) دانشمند در زمینهشیمی  اهل  هند و از دانش‌آموختگان دانشگاه کالیفرنیا، سانتا باربارا است.